# St. Georg (Ratzenried)

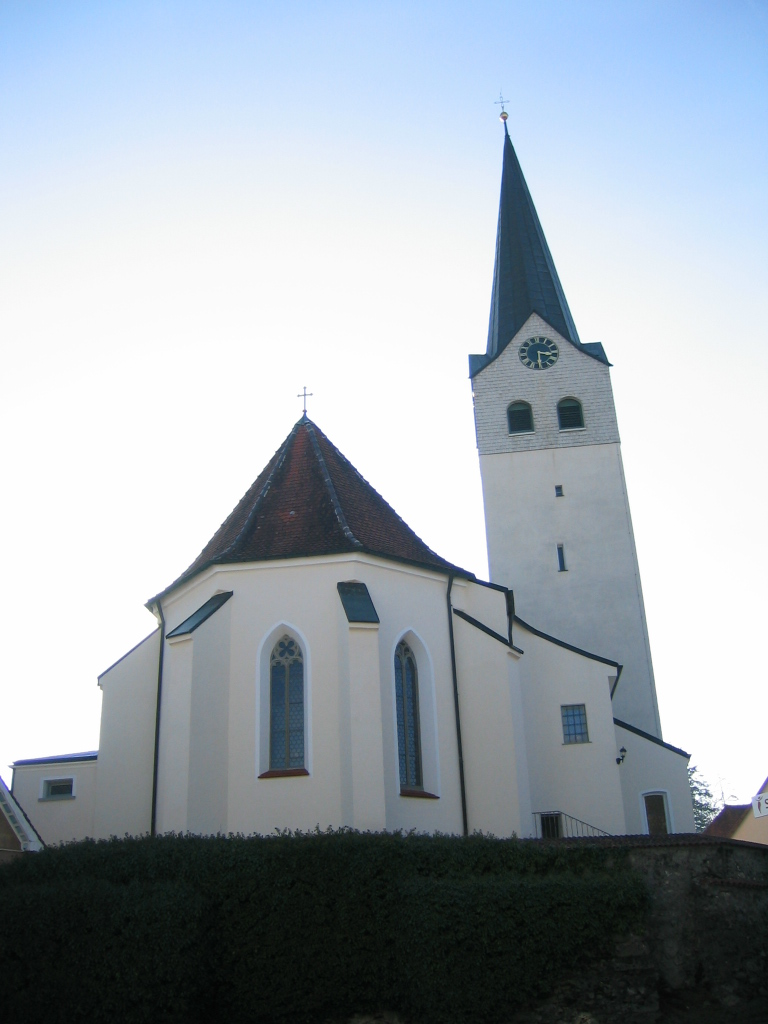
St. Georg in Ratzenried

Die römisch-katholische Pfarrkirche St. Georg steht in Ratzenried, einem Gemeindeteil von Argenbühl im Landkreis Ravensburg in Baden-Württemberg. Die Pfarrei gehört zum Dekanat Allgäu-Oberschwaben in der Diözese Rottenburg-Stuttgart. Das Bauwerk ist beim Landesamt für Denkmalpflege Baden-Württemberg als Baudenkmal eingetragen.

## Beschreibung
Der dreiseitig geschlossene, von Strebepfeilern gestützte Chor der 1469 gebauten Saalkirche, der Kirchturm ist noch älter, blieb beim Umbau 1756/57 erhalten, bei dem nach Westen ein neues Langhaus errichtet wurde, das sich an die Südwand des Kirchturms anschmiegt. Der Kirchturm wurde später aufgestockt, um die Turmuhr und den Glockenstuhl unterzubringen, und mit einem neuen spitzen Helm bedeckt. 
Der Innenraum des Langhauses ist mit einer stuckierten Flachdecke überspannt, auf der sich ein Fresko von 1868 befindet. Das Langhaus wurde 1906 nach Westen verlängert. Zur Kirchenausstattung gehört ein 1949 aufgestellter Hochaltar, den Johannes Ruez 1725 für die Kirche St. Verena in Bad Wurzach gebaut hatte. Die Orgel wurde 1951 als Opus 228 von der Reiser Orgelbau errichtet.